# Vrijenban (gemeente)
Vrijenban is een voormalige gemeente in de Nederlandse provincie Zuid-Holland.
Tot 1795 was Vrijenban een ambachtsheerlijkheid, van 1795 tot 1798 een municipaliteit, en van 1798 tot 1811 een gemeente.
In 1812 werd de gemeente opgeheven en toegevoegd aan de gemeente Delft. Zij werd op 1 april 1817 heropgericht. Bij een herindeling in 1826 werd al het grondgebied van de gemeente Hof van Delft ten oosten van de Schie en van Delft toegevoegd aan Vrijenban. In 1833 werd de gemeente Biesland toegevoegd, en in 1855 de gemeenten Abtsregt en Ackersdijk en Vrouwenregt.
De gemeente Vrijenban is op 1 januari 1921 opgeheven en grotendeels bij de gemeente Delft gevoegd; enkele kleinere gedeelten werden toegevoegd aan de gemeente Pijnacker.
Het voormalige raadhuis van de gemeente Vrijenban staat aan het begin van de oprit van de Reineveldbrug over de Schie richting de Brasserskade. Het gebouw is nu in gebruik als kantoor.

## Geboren
- Paula Mouthaan (1892-1969), kunstschilder
- Johan Schmitt (1881-1955), turner

## Zie ook

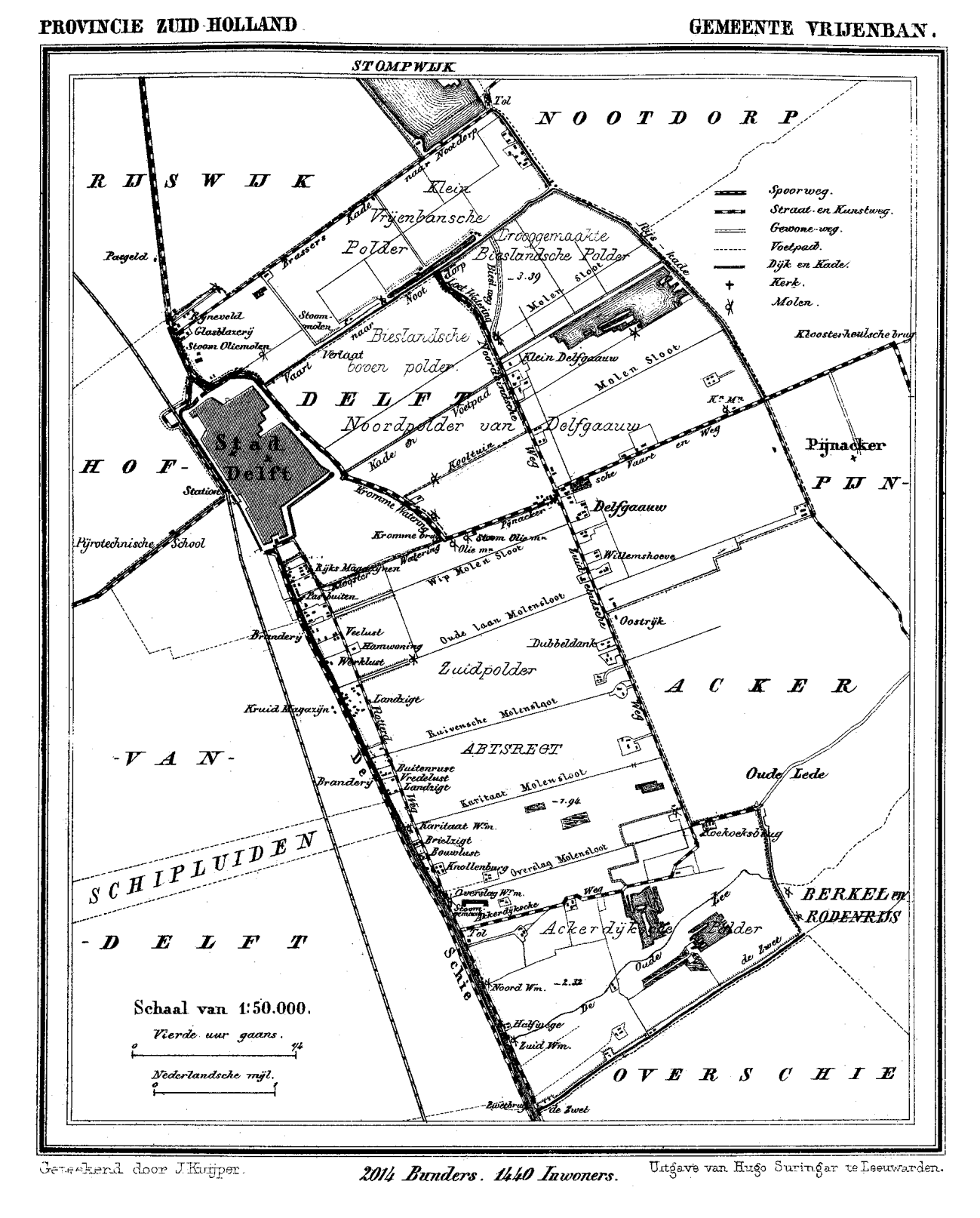
Oude kaart circa 1870 van Vrijenban